# Mihaela Peneș
Mihaela Peneș, eigentlich Michaela Dappen (* 22. Juli 1947 in Bukarest; † 29. August 2024), war eine rumänische Leichtathletin. Bei einer Körpergröße von 1,84 m betrug ihr Wettkampfgewicht 94 kg.

## Sportliche Laufbahn
Als Mihaela Peneș am 16. Oktober 1964 zum Finale im Speerwurf bei den Olympischen Spielen in Tokio antrat, war sie 17 Jahre alt. In der Qualifikation am Vormittag hatte Jelena Gortschakowa aus der Sowjetunion mit 62,40 m einen neuen Weltrekord aufgestellt. Peneș warf den Speer im ersten Versuch auf 60,54 m. Dieser Wurf reichte zum Olympiasieg vor der Ungarin Márta Rudas und Gortschakowa.
Bei der Sommer-Universiade 1965 in Budapest wurde sie Studentenweltmeisterin.
Bei den Europameisterschaften 1966 in Budapest gewann Mihaela Peneș mit 56,94 m Silber hinter Marion Lüttge aus der DDR mit 58,74 m.
Mit 21 Jahren wollte Peneș bei den Olympischen Spielen 1968 ihren Titel verteidigen. Wie vier Jahre zuvor gelang ihr der beste Wurf von 59,92 m im ersten Versuch. Aber die Ungarin Angéla Németh konnte im zweiten Versuch mit 60,36 m kontern und gewann Gold vor Mihaela Peneș und Eva Janko aus Österreich.